# Pueblo hiligaíno
Los hiligaínos (en hiligueino: manga Hiligaynon; en inglés: Ilongans) son una etnia que se originó en la isla de Panay en Filipinas. Hablan el hiligaíno, una lengua bisaya.